# Mekar Jaya (Gedung Surian)
Mekar Jaya is een bestuurslaag in het regentschap Lampung Barat van de provincie Lampung, Indonesië. Mekar Jaya telt 3179 inwoners (volkstelling 2010).